# Франц Саламон
Франц Саламон (Трбовље, 1892 — Јајинци, код Београда, 19. април 1943), револуционар и учесник Народноослободилачке борбе.

## Биографија
Рођен је 1892. године у Трбовљу и бавио се рударством.
У револуционарни раднички покрет ступио је пре Првог светског рата, а члан Комунистичке партије Југославије (КПЈ), је био од њеног оснивања 1919. године. Био је један од организатора рударских штрајкова у Словенији, због чега је често хапшен и прогањан од стране полиције. У периоду масовоног отпуштања рудара, 1924. године, је остао без посла, због чега је емигрирао у Француску. Тамо је радио на политичком организовању исељеника из Југославије. Касније је прешао у Белгију, али је оданде протеран, због комунистичке делатности.
Године 1931. се вратио у Краљевину Југославију, где је постао секретар Окружног комитета КПЈ за Трбовље. Године 1937. када је у оквиру КП Југославије формирана Комунистичка партија Словеније (КПЈ), биран је за кандидата за члана њеног Централног комитета. На Петој земаљској конференцији КПЈ, одржаној октобра 1940. године у Загребу, изабран је за кандидата за члана Централног комитета КПЈ.
Крајем 1940. године, био је ухапшен и интерниран у концентрациони логор за комунисте у Ивањици. Непосредно пред, окупацију Југославије, пуштен је из логора и вартио се у Словенију. После Априлског рата и окпације, 1941. године, живео је илегално све до јуна, када је ухапшен и са хиљадама других Словенаца протеран у Србију.
По доласку у Србију, повезао се партијском организацијом и политички је деловао у околини Чачка, ка секрета Окружног комитета КПЈ за Чачак. Марта 1943. године је ухапшен и одведен у Бањички логор. Стрељан је 19. априла 1943. године на стрелишту у Јајинцима, код Београда.